# Búscate la vida
Búscate la vida (nombre en inglés: Get a Life) es una serie de televisión estadounidense de género comedia de situación emitida por la cadena Fox en Estados Unidos y por Canal+ en España. El programa es una creación y es protagonizado de Chris Elliott, su amigo Adam Resnick —quien, como Elliott, fue guionista para el programa de televisión Late Night with David Letterman de David Letterman— y David Mirkin, guionista ocasional y productor de Los Simpson.
El programa está protagonizado por Chris Elliott, un repartidor de periódicos de treinta años llamado Chris Peterson. Chris vive en un apartamento situado encima del garaje de sus padres, Fred y Gladys (interpretados por Elinor Donahue y su padre en la vida real, el cómico Bob Elliott). Juntos componen una comedia de situación muy poco convencional ya que su argumento es, en casi todas las ocasiones, surrealista. Por ejemplo, Chris muere en once episodios; entre las causas de la muerte se encuentran: ser aplastado por una roca, vejez, amigdalitis, heridas por arma blanca y las heridas de bala.
La serie es recordada principalmente por el episodio 11 de su segunda temporada, en la que aparece el extraterrestre Vomitón. Los ejecutivos de la cadena Fox se mostraron reacios a emitir este episodio parodia de E.T., el extraterrestre, debido al aspecto repulsivo del extraterrestre y la presencia de ciertos gags controvertidos. Chris Elliott finalmente logró que le dieran el visto bueno convenciéndoles que todo el episodio era en sí mismo una alegoría de Jesucristo.

## Argumento
Chris Peterson es un soltero infantil y despreocupado que evita vivir la vida de un adulto. Con 30 años, Chris todavía vive con sus padres y trabaja como repartidor de periódicos (un trabajo que mantiene desde su infancia). Se le presenta como infantil, crédulo, en ocasiones irresponsable y extremadamente retrasado. En ocasiones, su falta inteligencia es exagerada hasta niveles absurdos. En una ocasión, intentó abandonar la casa de sus padres, pero fue incapaz de abrir la puerta de la entrada; en otro episodio, se cayó de un avión creyendo que el símbolo de salida «EXIT» indicaba el camino a los baños. 
Los padres de Chris (Fred y Gladys Peterson) son una pareja de mediana edad que siempre visten pijama y bata, incluso cuando salen a la calle. Gladys (Elinor Donahue) es una madre sonriente, cuidadosa que quiere a su hijo, aunque a menudo hace comentarios cínicos e hirientes sobre él y su estilo de vida. Fred (Bob Elliott) es una persona más franca e irónica, constantemente exasperado por su hijo, que semeja tener una indiferencia bastante temeraria acerca del bienestar de Chris (en una ocasión, Chris mostraba como su padre le había enseñado a usar una pistola colocando el cañón en su boca). 
En los primeros episodios, Chris quiere poco más que pasar el día reviviendo su infancia con su padre y su mejor amigo, Larry (Sam Robards). Larry es amigo de Chris desde niño, pero a diferencia de Chris, Larry ha crecido: posee una casa, trabaja como contable, tiene dos hijos y una esposa, Sharon (Robin Riker). Sharon es un ama de casa dominante que no quiere ver a su marido asociado con Chris; ella prefiere que él haga amigos más sofisticados que beneficien su imagen. Sharon desprecia a Chris, y Chris aprovecha cualquier oportunidad para irritarla. Larry envidia el estilo de vida despreocupado de su amigo y es frecuentemente coaccionado por Chris para que se una a él en sus disparatadas aventuras, a pesar de los deseos de su mujer. Para desgracia de Chris, Larry acaba por hacer caso a sus consejos y desaparece tras abandonar a su mujer e hijos al final de la primera temporada.
Al inicio de la segunda temporada Chris Peterson se independiza y abandona la casa de sus padres para ir a vivir al garaje de un expolicía llamado Gus Borden (Brian Doyle-Murray). Gus había sido expulsado de la policía por mear en los pantalones de su Capitán. Gus es rudo y de comportamiento sociópata, con muy poca tolerancia hacia las bufonadas de Chris, quien ve en Gus a una especie de figura paternal y no tiene en cuenta nada de ello.

## Desarrollo
En el comentario en DVD para la serie de David Mirkin, analiza el desarrollo del personaje de Chris Peterson y la serie con gran detalle. Mirkin afirma que el personaje de Chris Peterson se basó originalmente en Dennis the Menace, es decir, "¿Cómo habría sido Daniel el travieso cuando tenía 30 años?" En el piloto, "Terror on the Hell Loop 2000", Chris Peterson era un adulto que funcionaba completamente y que estaba burlando al sistema. Sin embargo, a medida que avanzaba la serie, se convirtió en un personaje más oscuro y psicótico. Según Mirkin, el personaje principal se hizo más simpático en el piloto para que la red aceptara ordenar la serie, y una vez que se ordenó la serie, los productores llevaron al personaje en la dirección más oscura que siempre se pretendía.
Mirkin explica que la serie en sí fue tanto un homenaje a las comedias de situación de los años sesenta y setenta como una farsa subversiva del género. En última instancia, Chris Peterson era un psicótico moderno y limítrofe que habitaba un mundo de personajes de comedia estándar de una era anterior. En particular, su papel principal, Sharon, se viste y actúa como personaje de comedia estándar de la década de 1960. Su casa es un juego de comedia estándar, y ella tiene una familia de comedia estándar. La ciudad está habitada por arquetipos de comedia de situación estándar, a menudo interpretados por actores de personajes bien reconocidos de esa época (por ejemplo, James Hampton de F Troop y Graham Jarvis de Mary Hartman, Mary Hartman). Un homenaje particular a esa era de comedias de situación es que los mismos actores interpretarían diferentes personajes menores, solo episodios separados. Mirkin también señaló que el uso de la casa original de The Munsters como telón de fondo al final de los créditos de apertura del programa fue otro homenaje al género.
Según Mirkin, los ejecutivos de la red no entendieron mucho del contenido más surrealista y violento de los guiones, pero sin embargo permitieron que siguiera adelante. Esto permitió a los escritores proceder con una interferencia limitada. Sin embargo, el estudio no quería que se transmitiera el episodio "Spewey and Me", en gran parte debido a que el alienígena es asqueroso y es comido por Chris y Gus. Escrito como una parodia de las películas de ciencia ficción E.T., el extraterrestre y Mi amigo Mac, los creadores del programa pretendían que fuera una historia esperanzadora de renacimiento, de ahí la resurrección del alienígena al final. Sin embargo, Peter Chernin, quien estaba a cargo de Fox, proclamó que el episodio era uno de los más divertidos de la serie y se aseguró de que fuera transmitido.
Si el espectáculo hubiera continuado más allá de su segunda temporada, Elliot, Mirkin y Resnick habrían representado a Chris convirtiéndose en un vagabundo, lo que eliminaría a Fred, Gladys, Gus y los otros personajes de la historia. Como explicó Mirkin, quería hacer una serie que cambiara cada año e hiciera algo diferente cada temporada; "Chris se habría mudado del garaje de Gus y se habría convertido en un vagabundo sin hogar. Y habría viajado por el país, en todos los lugares tocando la vida de otra persona y haciéndola un poco peor".

## Legado e influencia
El cómic humorístico Silvio José, el buen parásito (2005), está muy influenciado por esta serie televisiva, según confesión de su propio autor (Paco Alcázar). El productor de hip hop Dan "the Automator" Nakamura es un notable admirador de la serie, afirmando que "probablemente fue uno de los mejores programas de televisión". La Escuela de Modelaje de Handsome Boy, compuesta por Nakamura y "Prince Paul" Huston, lleva el nombre de la serie, y otras obras de Nakamura han hecho referencia tanto a Get a Life como a Cabin Boy.  Tom Scharpling y Jon Wurster de The Best Show en WFMU se hicieron amigos debido a su mutuo aprecio por Get a Life.

## Episodios

### Primera temporada
1. Terror en el looping 2000 (Terror on the hell loop 2000) - Episodio piloto
2. La mejor semana de mi vida (The prettiest week of my life)
3. Papá, que grande eres (Dadicus)
4. Un asunto familiar (A family affair)
5. La pila de la muerte (Pile of death)
6. Chris Peterson es un hombre de acero (Paperboy 2000)
7. El permiso de conducir (Drivers license)
8. La noche de guardia (The Sitting)
9. Aburridos (Bored straight)
10. Animales del zoo sobre ruedas (Zoo animals on wheels)
11. Raíces (Roots)
12. El reloj falso (The counterfeit watch story)
13. Chris vs. Donald (Chris vs. Donald)
14. Chris gana un famoso (Chris wins a celebrity)
15. El sirviente del 2000 (Houseboy 2000)
16. Casado (Married)
17. La acampada del 2000 (Camping 2000)
18. Los obreros de la construcción (The construction worker show)
19. Ciudad Capital (The big city)
20. Neptuno 2000 (Neptune 2000)
21. Chris y Larry intercambian vidas (Chris and Larry switch lives)
22. Psychic 2000 (Psychic 2000)

### Segunda temporada
1. Chris se va de casa (Chris moves out)
2. Larry anda suelto (Larry on the Loose)
3. Cámara frigorífica 2000 (Meat Locker 2000)
4. Inspector de sanidad 2000 (Health Inspector 2000)
5. Chris se opera las amígdalas (Chris Gets His Tonsils Out)
6. Prisioneros del amor (Prisoner of Love)
7. Chris hace de acompañante (Chris the Escort)
8. Novia 2000 (Girlfriend 2000)
9. El cerebro de Chris empieza a funcionar (Chris' Brain)
10. Marisco pasado (Bad Fish)
11. Vomitón y yo (Spewey and Me)
12. 1977 2000 (1977 2000)
13. Recuerdos (Clip Show)

## Curiosidades
Los títulos de crédito al inicio de cada capítulo presentan a Chris Peterson repartiendo periódicos montado en su bicicleta mientras suena el tema "Stand" del grupo musical R.E.M..
En el episodio "1977 2000" aparece un DMC DeLorean en una clara referencia a la película Back to the Future.
Respecto a sus intérpretes hay que destacar lo siguiente:
- El intérprete de Fred Peterson, Bob Elliott, es el padre en la vida real de Chris Elliott.
- Brian Doyle-Murray, quien interpreta durante la segunda temporada al casero de Chris (Gus Borden), aparece en el episodio "La mejor semana de mi vida" encarnando a Ted Bains, director de la agencia de modelos "El guapo".
- El intérprete de Gus Borden, Brian Doyle-Murray, es hermano del actor Bill Murray.
- El intérprete de Larry Potter, Sam Robards, es hijo de los actores Jason Robards y Lauren Bacall.